# جيوفاني فرانسيسكو غريمالدي
جيوفاني فرانسيسكو غريمالدي (بالإيطالية: Giovanni Francesco Grimaldi)‏ هو مصمم مطبوعات ومهندس معماري ورسام إيطالي، ولد في 1606 في بولونيا في إيطاليا، وتوفي في 28 نوفمبر 1680 في روما في إيطاليا.